# 90471 Andrewdrake
90471 Andrewdrake este un asteroid din centura principală de asteroizi.

## Descriere
90471 Andrewdrake este un asteroid din centura principală de asteroizi. A fost descoperit pe 14 februarie 2004 în cadrul proiectului CSS. Asteroidul prezintă o orbită caracterizată de o semiaxă mare de 2,33 ua, o excentricitate de 0,14 și o înclinație de 6,3° în raport cu ecliptica.